# Olly (sångare)
Federico Olivieri, känd under sitt artistnamn Olly, född den 5 maj 2001 i Genua, är en italiensk rappare, sångare och låtskrivare. 
Han slog igenom 2024 med albumet Tutta vita tillsammans med Jvli som intog förstaplatsen på italienska topplistan. Den 15 februari 2025 vann han den 75:e upplagan av San Remo-festivalen med låten "Balorda nostalgia". Han tackade nej till erbjudandet att representera Italien i Eurovision Song Contest 2025, vilket innebar att frågan gick vidare till tvåan Lucio Corsi som tackade ja.